# The Blood Red Tape of Charity
The Blood Red Tape of Charity er en amerikansk stumfilm fra 1913 af Edwin August.

## Medvirkende
- Edwin August som Marx
- Lon Chaney